# Józef Zawadzki (1781–1838)
Józef Zawadzki (ur. 7 lub 15 marca 1781 w Koźminie, zm. 17 października 1838 w Wilnie) – polski drukarz, wydawca i księgarz.

## Życiorys
Po zdobyciu doświadczenia księgarskiego w Poznaniu, we Wrocławiu i w Lipsku przeniósł się do Wilna w 1803 r., gdzie założył swoją firmę. W 1805 roku był założycielem drukarni w Wilnie i dzierżawcą drukarni uniwersyteckiej do 1826 roku. W 1826 roku otrzymał za to tytuł Typografa Imperatorskiego Uniwersytetu Wileńskiego oraz księgarza akademickiego. Dzięki pomocy finansowej ks. Adama Czartoryskiego wyposażył swoje zakłady w maszyny drukarskie i czcionki różnych alfabetów oraz sprowadził do Wilna wysokiej klasy specjalistów. W krótkim czasie stał się jednym z najważniejszych drukarzy i wydawców w Wilnie. W latach 1823 – 1826 wydał Joachima Lelewela Bibliograficznych ksiąg dwoje t. 1-2, prace naukowe Śniadeckiego, Bobrowskiego Słownik łacińsko-polski (1822). Z literatury pięknej z jego drukarni wyszły m.in. pierwsze tomy poezji Adama Mickiewicza. Drukował również nuty, kalendarze i czasopisma m.in. Tygodnik Wileński (1816-1822), Wizerunki i rozstania naukowe (od 1834). W 1810 roku założył filię drukarni w Warszawie, gdzie wydano m.in. Historie literatury polskiej Feliksa Bentkowskiego z 1814 roku. W sumie jego wydawnictwo wydało ok. 400 tytułów a firma istniała do 1939 roku.
Zawadzki był inicjatorem i sponsorem Obrazu bibliograficzno-historycznego literatury i nauk w Polsce autorstwa Jochera (tomy 1-3 zostały wydane w latach 1840 – 1857). Prawdopodobnie był autorem lub współautorem memoriału Prawidła ogólne dla powszechności księgarskiej w Królestwie Polskim (1818). Był członkiem Towarzystwa Typograficznego Wileńskiego i lóż wolnomularskich. Zmarł w 1838 roku. Został pochowany na wileńskim cmentarzu na Antokolu. Jego działalność w ramach Wydawnictwa Zawadzkich kontynuowali synowie i wnuk.
W 1972 roku Ossolineum opublikowało napisaną przez Radosława Cybulskiego monografię dotyczącą osoby Zawadzkiego pt. Józef Zawadzki — księgarz, drukarz, wydawca.